# 잡가 (제자백가)
잡가(雜家)는 춘추전국 시대의 제자백가의 하나이다.
잡가(雜家)는 자신만의 창의성을 띤 사상이 있는 것이 아니며, 제자백가의 주장과 이론을 절충[雜]하고 해설하여 집대성[雜]하기에 잡가라 부른다. 다른 사상과 주장의 장점을 모으되 그 단점을 피했다. 잡가를 대표할 정도로 전형이 될 만하거나 특징이 있는 저술은 《여씨춘추(呂氏春秋)》와 《회남자(淮南子)》이다.
잡가의 학자들은 잡가라고 자칭하지 않았다. 잡가라는 명칭은 반고의 《한서》〈예문지〉에서 처음 나온다. 반고는 여러 가지 사상을 종합[雜]하고 절충[雜]한 것이 잡가의 특징이자 장점이지만, 이것이 잡가의 단점이 될 수 있다고 주장한다.
 雜家者流，蓋出於議官。兼儒、墨，合名、法，知國體之有此，見王治之無不貫，此其所長也。及盪者為之，則漫羨而無所歸心。

 
잡가의 사상가들[流]은 대개 의관(議官: 간쟁하는 벼슬, 현대의 자문역)에서 나왔다. 유가와 법가를 겸하고 명가와 묵가를 합하여 나라[를 다스리는 것]의 근본이 이것에 (즉, 이들 네 학문을 종합[雜]한 것에) 있다고 주장[知]하며 군주의 통치가 (이들 네 학문의 종합에 의거하게 된다면) 관통치 못하는 곳이 없다고 보는[見]데 이것이 그들의 장점이다. (그러나) 또한, 방종한 이가 자기 편할대로 [이들 네 학문을 종합하여 해석]하게 되면[為之] 넘치고 삐뚤어져서 (이들 네 학문의 본래의 가르침은 물론이고 그 어디에도) 돌아갈 바의 마음이 없게 된다 (즉, 이것도 저것도 아니게 된다. 이것이 그들의 단점이다).
 — 《한서》〈예문지〉
또한, 《한서》〈예문지〉를 보면, 잡가의 저명한 저작으로는 20종 403편[二十家 四百三篇]이 있다. 《수서(隋書)》〈경적지(經籍志)〉에는 잡가 저작이 97부 2720권이 있다고 되어 있다. 기윤(紀昀)은 《잡가유서(雜家類敍)》에서 "잡가는 뜻이 넓어서, 포함되지 않는 것이 없다"고 봤다. 후스(胡適)는 "잡가는 도가의 전신으로서, 도가는 잡가의 새 이름이다. 한나라 이전의 도가는 잡가라 부를 수 있고 진나라 이후의 잡가는 마땅히 도가라 불러야 한다"고 주장했다.
항우가 함양에 입성해 진나라 궁전을 불사를 때 수많은 사상 경전이 불타서 본래의 경전들이 제대로 전하지 않게 됐기에 많은 사상가가 제자백가의 설을 각기 상이하게 취해서 원래의 본류를 다시 찾아보기 어렵게 됐으니 한나라 이후 구류십가를 정할 때 이 모든 것을 잡가에 합했다.

## 참고 문헌
- 이 문서에는 다음커뮤니케이션(현 카카오)에서 GFDL 또는 CC-SA 라이선스로 배포한 글로벌 세계대백과사전의 내용을 기초로 작성된 글이 포함되어 있습니다.